# Lista de personagens de María la del Barrio
María la del Barrio (no Brasil e em Portugal: Maria do Bairro) é uma telenovela mexicana produzida pela Televisa e exibida pelo Canal de las Estrellas de 14 de agosto de 1995 a 3 de maio de 1996, em 185 capítulos. Baseada em Los ricos también lloran (1979), que por sua vez é um remake da produção venezuelana Raquel (1973),. María la del Barrio é a última telenovela da chamada Trilogía de las Marías, da qual também fazem parte María Mercedes (1992) e Marimar (1994). Tem por argumento a história de uma garota vivaz e graciosa que, após a morte da madrinha, é levada para morar na mansão de uma rica e influente família pelo patriarca e se apaixona por um dos filhos dele, tendo que vencer a hostilidade dos demais moradores.

## Personagens
- María "la del Bairro" Hernández Lorráz de la Vega (Thalía): Jovem de quinze anos, fica solitária após perder sua madrinha Cacilda, mesmo sem ter muito conhecimento, é humilde, simpática e de boa índole, para não ficar sem ninguém, Padre Honório pede a Fernando que cuide e dê a ela uma boa vida em seu lar. Fica rica ao casar com Luís Fernando, filho de Fernando e Vitória, que no início seu relacionamento com o rapaz era apenas uma brincadeira e diversão. Tem dois filhos, Nando e Tita. A princípio não se dava bem com Vitória e Carlota, mas sempre foi odiada por Soraya e Penélope, suas inimigas.[5]
- Luís Fernando de la Vega (Fernando Colunga): É um rapaz jovem que não gosta de estudar nem trabalhar, gosta de beber e não leva a vida a sério, pois sempre foi mimado por sua mãe Vitória. Mas a convivência com Maria, desperta paixão e começa a levar uma relação a sério. Sempre foi desejado por Soraya e Penélope, mas esse amor não foi correspondido. Luís Fernando tem dois filhos com Maria, Nando e Tita.[5]
- Calixta Popoca (Silvia Caos) : É a mãe de Soraya. Uma conhecida bruxa que fazia suas feitiçarias para que sua filha casasse com Luís Fernando. Mas mantém isso como um segredo. Soraya a maltrata frequentemente, e mesmo assim Calixta a ama.
- Fernando "Nandinho" Hernández de la Vega (Osvaldo Benavides): Filho de Maria e Luís Fernando, ficou distante de seus pais legítimos por muito tempo por causa de uma loucura temporária que sua mãe sofreu, que fez com que ela o entregasse para a senhora Agripina onde ela o criou com a ajuda de Veracruz, Nando é estudioso, porém teve surtos em que desrespeitava os pais, com obsessão por Soraya.[5]
- Maria dos Anjos "Tita" Hernández de la Vega (Ludwika Paleta): Filha de Maria e Luís Fernando, foi adotada por eles quando Verônica a deixou num orfanato, por não ter condições e seu marido Clemente, estar na cadeia. Tita é apaixonada por Aldo, filho de um renome advogado, é estudiosa e mesmo sabendo que não é filha legítima de Maria e Luís, vive com eles.[5]
- Soraya Montenegro Montalbán (Itatí Cantoral): Sobrinha de Vitória, era apaixonada por Luís Fernando, porém seu amor nunca foi correspondido já que ele amava Maria, devido a esse fato, decide se vingar dela, usando as pessoas em seu redor. Finge-se de morta por anos e para reatar fortuna e luxo casa com o rico Óscar, após matá-lo e ficar com a herança, maltrata Alícia e Esperança.[5]
- Penélope Linhares (Ana Patrícia Rojo): Afilhada de Lupe, era apaixonada por Luís Fernando, foi empregada da casa da família de la Vega e preceptora de Tita, virou inimiga de Maria por demiti-la e mais tarde, mandá-la para cadeia por chantagens abusivas, mais tarde a encontra numa penitenciária feminina e decide se vingar, mas depois de um incêndio muda seus conceitos sobre Maria.[5]
- Alícia Montalbán Smith (Yuliana Peniche): Enteada de Soraya, não podia andar e por isso vivia com Esperança, sua preceptora que sempre a tratou bem. Era humilhada por Soraya da qual sempre a chamava de louca e apaixonada por Nandinho. Se dava bem com a família de la Vega e foi ajudada por Maria e Luís Fernando para se livrar dos males de Soraya.[5]
- Agripina Peréz (Carmen Salinas): Mãe de criação de Nandinho, é pobre, humilde e de idade. Vivia em uma vila pobre, junto com Veracruz, Caridade e outros amigos. Tem diversas doenças que prejudicam sua saúde e por isso, sempre fica junto com sua paixão, o Veracruz.[5]
- Carlota (Rebeca Manríquez): É a empregada de maior confiança da família de la Vega, no início desconfiava de Maria por ser pobre e ignorante, com o tempo começa a entender que apenas precisava de um educador. Gosta de saber sobre os assuntos que rodeiam a família, mas sempre guarda segredo.[5]
- Veracruz (René Muñoz): Padrinho de Nandinho, é apaixonado por Agripina e sempre a acompanha por causa de seu reumatismo e outras doenças que a atrapalham. É amigo de Caridade e também mora na vila onde Nando foi criado.[5]
- Fernando de la Vega (Ricardo Blume): Pai de Luís Fernando, Vladimir e Vanessa, acolheu Maria quando perdeu sua madrinha Cacilda, sempre a protegera e dava presentes. Deu trabalho a ela por meses em sua empresa para aprender a ser fina. É advogado e empresário.[5]
- Vitória de la Vega (Irán Eory): Mãe de Luís Fernando, Vladimir e Vanessa. No início, não se dava muito bem com Maria por pensar que era amante de seu marido, Fernando, mas com o tempo percebe que era ignorância. E a jovem virou uma de suas melhores amigas.[5]
- Guadalupe “Lupe”  Linhares (Meche Barba): Empregada e babá da família de la Vega, é a melhor amiga de Maria e Vitória. Como Carlota, é uma das serventes mais antigas da casa e de maior confiança. É madrinha de Penélope, porém não é ambiciosa nem inimiga da família de la Vega.[5]
- Aldo Armenteiros (Maurício Aspe): Filho de um renomado advogado, Abelardo Armenteiros, é apaixonado por Tita, mas não consegue admitir seu amor já que protegeu Soraya Montenegro da cadeia por medo de seu pai. No início, era considerado um péssimo indivíduo, pois vivia com outros jovens de má reputação.[5]
- Vladimir de la Vega (Héctor Soberón): Filho de Vitória e Fernando, provocou ciúme em Luís Fernando, seu irmão por causa de um carinho extremo por Maria. Após discordâncias com ele, viaja para outro país e ficar fora de problemas.[5]
- Vanessa de la Vega (Montserrat Gallosa): Filha de Vitória e Fernando, irmã de Luís Fernando e Vladimir. É apaixonada por Pedro, um amigo do bairro de Maria. Viajou para outro país após se casar com ele e durante diversas fases da telenovela alguém da família tentava reatar a paixão dos mesmos.[5]